# インディアナ日本語学校
インディアナ日本語学校（日本名インディアナ補習授業校、英文名Indiana Japanese Language School）はアメリカ合衆国インディアナ州インディアナポリス市にある補習授業校である。1981年に創立され、現在は同市内のオーチャード・スクールを借用し、土曜日に授業を行っている。

## 概要
アメリカ合衆国インディアナ州内で、最大規模の日本語補習校。授業は週一度土曜日に行われ、天候による休校などがあっても補習などは行われない。また、入学式、運動会、卒業式など日本の学校ならではの式典もある。休暇は夏休み、サンクスギビング、冬休み等が挙げられる。一学級20人以内で授業が行われている。
目的として帰国子女の子供が日本語を忘れないようにすることが挙げられる。

### 来校の方法
大きく自宅から自動車による移動と、スクールバスの使用によるものの二つに分かれる。バスで来る場合はバス代が掛かり、生徒たちは特定の集会所にまで集まって、そこからスクールバスで学校に向かう。1999年時点ではバスの賃借料は4つの地区ごとに行われており、補習校が関与していないことを梶田正巳は言及している。

### 式典について
始業式は全学年で行われること以外は殆ど日本の物と変わらない。
運動会は日本の学校と違い、幼稚部から高等部まで一貫して行われる。雨天等で中止の場合その日に授業が差し替えられ、運動会は次週にまわされる。前述したとおり全生徒が参加するため、高等部は競技への参加より運動会の運営に回される事が多い。
競技は綱引き、玉いれ、棒引き等日本の学校と同様の物もあるが、保護者や教師も参加出来る競技や、幼稚部、小学部低学年などが安全に参加できるように毎年多少変化する。
卒業式は幼稚部のみ別で、後は全学年で行われる。文集製作は中学部までは教師の指導のもと行われるが、高等部は生徒によって一切が取り計らわれるため、発行されない学年もある。
他にも授業参観が年に一度、全体への連絡がある際に開かれる午前の集会、年に二度ある火災やトルネードに対処するための避難訓練、三者面談や高等部に入ると面接の練習などもある。

### 機能
学習面
日本の文部科学省の学習指導要領を参考にしつつ、授業は幼稚部、小学部、中等部は一時間45分、高等部は一時間60分で行われる。そのため、高等部は休み時間と昼食の時間が他の学年と異なる。学習の内容について梶田が1999年に尋ねたところ、個々の能力に合わせて技術を伸ばす時間が足りないことや、復習の時間などがないため修得が難しいと返答されている。
生徒のストレス解消
生徒、特に日本から来て間もない生徒にとっては日本語で自由に話せる空間があることによって、それがストレス解消になっている児童・生徒もいる。しかし会話が弾み過ぎて、授業の妨げとなっていることも少なくないと、2001年における名古屋大学大学院教育発達科学研究科では言及されている。

## 問題点
人材が集まらず、特に高等部が慢性的な教師不足に悩まされていると、過去に校長を務めていた長野欣也は述べている。そのため生徒の親が教師を務める事も多い。授業の短さも相まって、生徒に十分な教育ができていないと長野は述べている。